# Anomalomyrma
Anomalomyrma is een geslacht van insecten uit de onderfamilie Leptanillinae van de mieren (Formicidae).

## Soorten
- A. boltoni Borowiec, Schulz, Alpert & Banas, 2011
- A. helenae Borowiec, Schulz, Alpert & Banas, 2011
- A. taylori Bolton, 1990